# Buriewiestnik Ałmaty
Buriewiestnik Ałmaty (kaz. Буревестник Алматы) – kazachski klub siatkarski z Ałmaty. Klub dwukrotnie w swojej historii triumfował w Pucharze Europy Mistrzów Klubowych, a także wygrywał mistrzostwo ZSRR, Kazachstanu, puchar ZSRR i Puchar Pokoju (ówczesny odpowiednik Klubowych Mistrzostw Azji).

## Nazwy klubu
- Buriewiestnik Ałma-Ata
- Dorożnik Ałma-Ata
- SKA
- Azamat
- Buriewiestnik Ałmaty

## Sukcesy klubu
- Mistrzostwa ZSRR:
  -  1. miejsce (1x): 1969
  -  2. miejsce (2x): 1968, 1970
  -  3. miejsce (1x): 1971
- Puchar ZSRR:
  -  Zwycięstwo (1x): 1991
- Mistrzostwa Kazachstanu:
  -  1. miejsce (3x): 1993, 1994, 2021
  -  3. miejsce (1x): 2022
- Puchar Kazachstanu:
  -  Zwycięstwo (1x): 2019
  -  Finał (1x): 2022
  -  3. miejsce (1x): 2021
- Superpuchar Kazachstanu:
  -  Zwycięstwo (2x): 2020, 2021
- Puchar Europy Mistrzów Klubowych:
  -  1. miejsce (2x): 1970, 1971
- Klubowe Mistrzostwa Azji:
  -  3. miejsce (1x): 2021
- Puchar Pokoju:
  -  Zwycięstwo (1x): 1993

## Kadra w sezonie 2022/2023
- Pierwszy trener:  Rafail Gilazutdinow[1]

| Nr | Imię i nazwisko     | Data ur. | Wzrost | Pozycja      |
| -- | ------------------- | -------- | ------ | ------------ |
| 1  | Siergiej Okuniew    | 1990     | 183    | libero       |
| 2  | Aset Bazarkułow     | 1987     | 202    | środkowy     |
| 5  | Siergiej Kuzniecow  | 1993     | 197    | rozgrywający |
| 9  | Władimir Prokofiew  | 1993     | 203    | środkowy     |
| 10 | Jodgor Gholomalijew | 2001     | 200    | atakujący    |
| 11 | Siergiej Kostiw     | 1987     | 202    | przyjmujący  |
| 13 | Dmitrij Emelyanov   | 1995     | 193    | rozgrywający |
| 15 | Iwan Pieńkow        | 1991     |        | środkowy     |
| 16 | Baglan Rachmanow    | 1996     | 177    | libero       |
| 17 | Ermek Mertajew      | 1993     | 197    | atakujący    |
| 18 | Witalij Worywodin   | 1990     | 194    | przyjmujący  |
| 21 | Mohammad Abdulmajid | 2000     |        | przyjmujący  |
| 22 | Omar Yernur         | 2002     |        | środkowy     |
| 27 | Artem Borisenko     | 1998     | 185    | przyjmujący  |

## Źródło
- Казахстанская Федерация Волейбола – Тарих. (kaz.).
- Burevestnik Almaty – volleybox.net. (pol.).
- Vesti.kz – Буревестник (Казахстанская волейбольная лига, Алматы). (kaz.).
- Almaty.TV - Алматылық әйгілі «Буревестник» волейбол командасы қайта жанданып келеді. (kaz.).
- Almaty.TV - Сағынтаев «Буревестник Алматы» волейбол клубын Қазақстан Кубогіндегі жеңісімен құттықтады. (kaz.).
- Караван - Новые крылья “Буревестника”. (kaz.).
- Караван - Необычайные приключения казахстанских волейболистов в Азии и Европе. (kaz.).
- Sports.kz - Евгений Сивков: Хочу поработать на благо Родин. (kaz.).